# Эго — живая планета
Эго — живая планета (англ. Ego the Living Planet) — персонаж комиксов издательства Marvel Comics, суперзлодей, представляющий собой живую разумную планету. Был создан автором комиксов Стэном Ли и художником Джеком Кёрби. Первое появление персонажа состоялось в комиксе Thor #132 (октябрь 1966 года), при этом идея создания подобного персонажа как таковая принадлежала именно Кёрби.

## Биография
Подробности происхождения Эго неизвестны: по его собственным словам, сказанным в одном из ранних сюжетов с его участием (Thor #228, октябрь 1974 года), он является результатом научного эксперимента, который провели некие высшие силы, когда звезда, вокруг которой вращалась планета, ставшая впоследствии Эго, переродилась в сверхновую.
Обретя разум и способность перемещаться по космосу, Эго начал поглощать другие миры. Когда он приблизился к планете ригеллианцев, те попросили помощи в борьбе с ним у земного бога грома Тора; совместными усилиями им удалось победить Эго. Вскоре, однако, Тор уже помогал самому Эго в борьбе против пожирателя миров Галактуса, который вздумал поглотить Эго, как он обычно поступал с планетами. В благодарность Эго согласился стать домом для расы вандереров, родной мир которых Галактус поглотил миллиарды лет назад.
Через какое-то время ригеллианский учёный тайно высадился на Эго и взял образцы его биологической структуры, которые надеялся использовать для создания новой жизни. Этот акт привёл к помутнению разума Эго: он поглотил вандереров и начал с огромной скоростью скитаться по Вселенной, поглощая энергию планет, его сила за это время резко возросла. Одолеть его на этот раз удалось совместными усилиями Тора, Геркулеса, Галактуса и Огненного Лорда (вестника Галактуса), которые тайно прикрепили к «телу» Эго мощные звёздные двигатели, которые унесли живую планету далеко от известных галактик.
Однако через несколько лет Эго сумел установить контроль над двигателями и стал искать по всей Вселенной Галактуса, чтобы отомстить ему. Поскольку незадолго до этого Галактус посещал Землю, Эго вышел на его след у этой планеты. Атаковав Землю, он столкнулся с Фантастической четвёркой, которым удалось с большим трудом уничтожить его, повредив один из двигателей Галактуса: из-за возникшего дисбаланса в гравитационном притяжении Эго потащило к Солнцу, где он распался на атомы. Впоследствии, однако, Эго возродился и ещё не раз противостоял Галактусу и различным супергероям Земли и космоса, в том числе Серебряному Сёрферу и Профессору Икс.

## Силы и способности
Эго обладает мощным, сверхчеловеческим интеллектом и разнообразными силами. Он способен перемещаться по космосу на огромной скорости, может телепатически управлять собственным «телом», придавая ему любые формы и свойства: так, по желанию поверхность Эго может мгновенно становиться пустынной или цветущей, на ней могут появляться самые разные структуры, от щупалец до человекоподобных существ, которые Эго использует для защиты от врагов, которые могут высадиться на нём. Эго может изменять температуру вне и внутри себя, генерировать энергетические потоки колоссальной мощности, способные уничтожать другие планеты, и поглощать огромное количество энергии, а также читать мысли других существ.

## Концепция создания
По словам Джека Кирби, образ Эго был создан им вскоре после разработки образа Галактуса для формирования собственной «космической мифологии» Marvel
. Само создание персонажа он называл в интервью экспериментом: сама концепция «живой планеты» в то время не была новой, но Кирби хотел представить её не просто разумным, а активно действующим и по-настоящему страшным персонажем.

## Культурное влияние
Группа Monster Magnet записала песню под названием Ego, the Living Planet, включённую в альбом Dopes to Infinity. Эта песня сайтом comiccritique.com была поставлена на первое место в списке одиннадцати лучших песен, связанных с комиксами, по мнению авторов сайта, однако в рецензии было отмечено, что содержание самой песни мало связано непосредственно с Эго.

## Критическое восприятие
По мнению Роджера Льюиса, образ Эго отражает страх людей первой половины 1960-х годов перед глобальными катастрофами.
В августе 2009 года журнал Time включил Эго в список десяти наиболее необычных персонажей комиксов Marvel. Сайтом io9.com Эго был включён в список самых крупных разумных существ из вымышленных вселенных. Сайтом Gameinformer.com Эго был назван в числе 10 персонажей Marvel, которые, по мнению автора публикации, никогда не могли бы появиться в мирах Уолта Диснея.

## Вне комиксов

### Киновселенная Marvel

Курт Рассел в роли Эго в фильме «Стражи Галактики. Часть 2»

- Курт Рассел исполнил роль Эго в фильме «Стражи Галактики. Часть 2»[14][15]. В этом фильме его персонаж является одним из Целестиалов, — бессмертных первобытных существ, которые обладают космическими силами и имеют способность управлять материей и энергией до атомного уровня. Он может также призвать гуманоидных аватаров, а также появляться по своему усмотрению и путешествовать по вселенной. На протяжении всего фильма он носит гуманоидный облик. Эго является биологическим отцом Питера Квилла / Звёздного Лорда, а также тем, кто принял и воспитал Мантис. Эго путешествовал по галактике в течение многих лет и сажал инопланетные семена, чтобы распространить самого себя на всю вселенную и стать единственной формой жизни. Он нанял Йонду Удонта, чтобы тот крал и привозил ему его детей, и проверял обладают ли они силами Целестиалов. Если у детей этих сил не было, Эго убивал их, а кости остались лежать в отдалённой пещере. Питер — единственный ребёнок, унаследовавший способности своего отца, и Эго хотел использовать его силы, поскольку ему нужен был ещё один Целестиал, чтобы те семена на каждой планете проросли и заполнили всю вселенную. Эго признался, что убил мать Питера, Мередит, посадив в её мозгу опухоль, чтобы из-за его привязанности он не мог к ней вернуться и тем самым отказаться от своих замыслов. В ярости Питер использовал свои силы Целестиала и вступил в противостояние с отцом, в то время как Грут прикрепил бомбу на его мозг в ядре планеты и активировал её, тем самым убив Эго. После его смерти Питер лишился этих сил.

### Телевидение
- Эго — живая планета впервые появился в мультсериале «Фантастическая четвёрка» 1994 года в эпизоде «Битва с живой планетой». Его озвучил Кэй Е. Кьютер.
- Рой Льюис (англ. Roy Lewis) озвучил Эго в мультсериале «Серебряный Сёрфер».
- Эго делает эпизодическое появление в мультсериале «Супергеройский отряд» в серии «World War Witch».
- Кевин Майкл Ричардсон озвучил Эго в мультсериале «Халк и агенты У.Д.А.Р.А.».
- Эго появился в серии «Bad Moon Rising» мультсериала «Стражи Галактики».
- Эго тоже появился в сериале КВМ "Что если...?".

### Видеоигры
- Эго появляется в игре Lego Marvel Super Heroes, но только в качестве камео — в главном меню.

### Музыка
- Monster Magnet записали песню «Эго — живая планета» в альбоме Dopes to Infinity.